# Giovanni Stefano Ferrero

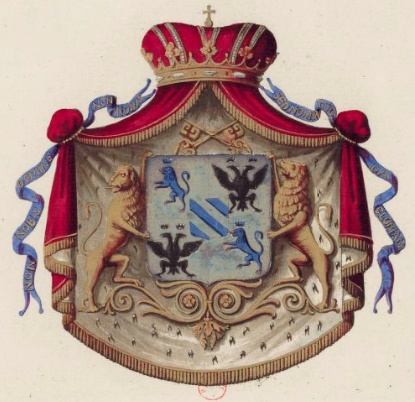
Stemma Ferrero di Biella

Giovanni Stefano Ferrero (Biella, 5 maggio 1474 – Roma, 5 ottobre 1510) è stato un cardinale e vescovo cattolico italiano.

## Biografia
Nacque il 5 maggio 1474 da Sebastiano Ferrero e Tomena Avogadro.
Papa Alessandro VI lo elevò al rango di cardinale nel concistoro del 28 settembre 1500. Fu cardinale in pectore fino al successivo concistoro del 1502. Nel 1502 gli fu assegnato il titolo di San Vitale; nel 1509 divenne cardinale presbitero della diaconia pro illa vice dei Santi Sergio e Baccio.
Morì il 5 ottobre 1510.

## Genealogia episcopale e successione apostolica
La genealogia episcopale è:
- Vescovo Andrea Novelli
- Cardinale Giovanni Stefano Ferrero

La successione apostolica è:
- Cardinale Bonifacio Ferrero (1505)

## Ascendenza
|                                           |   |                | Genitori                                  |  |  | Nonni                                           |  |  | Bisnonni        |  |
|                                           |   |                |                                           |  |  | Besso Ferrero, consignore di Borriana e Beatino |  |  | Stefano Ferrero |  |
|                                           |   |                |                                           |  |  | Besso Ferrero, consignore di Borriana e Beatino |  |  | Stefano Ferrero |  |
|                                           |   | …              |                                           |  |  | Besso Ferrero, consignore di Borriana e Beatino |  |  |                 |  |
| Sebastiano Ferrero, principe di Masserano |   |                |                                           |  |  | Besso Ferrero, consignore di Borriana e Beatino |  |  |                 |  |
|                                           |   | Comina Scaglia | Bartolomeo Scaglia, signore di Gaglianico |  |  |                                                 |  |  |                 |  |
|                                           |   | Comina Scaglia | Bartolomeo Scaglia, signore di Gaglianico |  |  |                                                 |  |  |                 |  |
|                                           |   | Comina Scaglia | …                                         |  |  |                                                 |  |  |                 |  |
| Giovanni Stefano Ferrero                  |   | Comina Scaglia |                                           |  |  |                                                 |  |  |                 |  |
|                                           | … | …              |                                           |  |  |                                                 |  |  |                 |  |
|                                           | … | …              |                                           |  |  |                                                 |  |  |                 |  |
|                                           | … | …              |                                           |  |  |                                                 |  |  |                 |  |
| Tomena Avogadro                           | … |                |                                           |  |  |                                                 |  |  |                 |  |
|                                           |   | …              | …                                         |  |  |                                                 |  |  |                 |  |
|                                           |   | …              | …                                         |  |  |                                                 |  |  |                 |  |
|                                           |   | …              | …                                         |  |  |                                                 |  |  |                 |  |
|                                           |   | …              |                                           |  |  |                                                 |  |  |                 |  |